# Pazuzu (Egzorcist)
Pazuzu je fiktivni lik i glavni antagonist iz serijala horor filmova i romana Egzorcist. Lik, koji je stvorio William Peter Blatty, se pojavljuje u svih pet filmova. Pazuzua se najčešće povezuje s filmom Egzorcist i opsjedanjem Regan MacNeil (Linda Blair). Lik Pazuzua je tumačen od strane Blairine dublerice, Eileen Dietz, koja je pri tome nosila na sebi gomilu šminke.
U akadskoj mezopotamskoj mitologiji Pazuzu je kralj demona vjetrova i sin boga tj. božanstva Hanbi. Kroz kipove je predstavljen kao kombinacija ljudskih i životinjskih dijelova.

## Povijest lika

### Egzorcist
U prvom filmu, otac Merrin traži Pazuzua u Iraku a pronalazi tek uništeni kip demona. Pazuzu se potom manifestira pod krinkom kapetana Howdya, u trenutku kada ga Regan MacNeil susreće kod ploče s plakatima, kako bi uspio ući u nju, tj. zaposjesti ju. Na samom kraju, Pazuzu biva protjeran iz Reganinog tijela, nakon što Merrin umre od srčanog udara a otac Karras žrtvuje sebe, namamljujući Pazuzua u svoje tijelo koje nakon toga hrli kroz prozor i niz stube.

### Egzorcist 2: Heretik
U prvom nastavku, Pazuzu se vratio proganjati Regan. No, na kraju filma, Regan i otac Lamont se vraćaju u Georgetown, mjesto u kojem je nekada prije Regan bila opsjednuta a u kojem u, filmskoj sadašnjosti, Pazuzu Lamonta stavlja na kušnju, nudeći mu neograničenu moć. Međutim on se odupire kušnji Pazuzua, kojem nakon toga izrezuje srce (tj. njegovoj tjelesnoj manifestaciji). Potom, Regan protjeruje skakavce koji su se pojavili u sobi, što nadalje vodi do Pazuzuovog opsjedanja Sharon. No, plan mu se ipak izjalovio jer Sharon počinjava samoubojstvo.

### Egzorcist 3
U nastavku koji ignorira svog prethodnika i nadovezuje se na događaje iz originalnog Egzorciste, Pazuzu tjera dušu "Ubojice blizanaca" da zaposjedne umiruće tijelo oca Karrasa. Ono se, naime, željelo osvetiti Karrasu za to što ga je istjerao iz Reganinog tijela. Nadalje, Pazuzua i "Ubojicu blizanaca" na kraju filma, hicima iz pištolja, ubija poručnik Kinderman, čiji se lik također pojavljivao i u originalu.

### Prethodnici
U filmovima Egzorcist: Početak i Dominion: Prethodnik Egzorciste Pazuzu je prikazan u svom prvom susretu s ocem Merrinom, u Africi. Ili bolje rečeno u dvoboju koji se u originalu oslovljavao kao onaj koji je "gotovo ubio Merrina".